# Ấn Độ thuộc Pháp
Ấn Độ thuộc Pháp, chính thức là Établissements français dans l'Inde (Khu định cư Pháp tại Ấn Độ), là một thuộc địa của Pháp bao gồm các khu vực địa lý tách biệt trên tiểu lục địa Ấn Độ. Các tài sản ban đầu được Công ty Đông Ấn thuộc Pháp mua lại vào đầu nửa sau của thế kỷ 17, và trên thực tế được sáp nhập vào Cộng hòa Ấn Độ vào năm 1950 và 1954. Các cơ sở của Pháp bao gồm Pondichéry, Karikal và Yanaon trên Bờ biển Coromandel, Mahé trên bờ biển Malabar và Chandernagor ở Bengal. Ấn Độ thuộc Pháp cũng bao gồm một số loges ("ký thác", các trạm giao dịch chi nhánh) tại thị trấn khác, nhưng sau năm 1816, loges′ có tầm quan trọng ít thương mại và các thị trấn mà họ đã gắn liền đến dưới chính quyền Anh.
Đến năm 1950, tổng diện tích đo được là 510 km2 (200 dặm vuông Anh), trong đó 293 km2 (113 dặm vuông Anh) thuộc về lãnh thổ của Pondichéry. Năm 1936, dân số thuộc địa có tổng cộng 298.851 người, trong đó 63% (187.870) sống trên lãnh thổ Pondichéry.

## Lịch sử
Pháp là nước cuối cùng trong số các cường quốc hàng hải châu Âu của thế kỷ 17 bước vào thương mại Đông Ấn. Sáu thập kỷ sau khi thành lập các công ty Anh và Đông Ấn Hà Lan (vào năm 1600 và 1602), và tại thời điểm cả hai công ty đang nhân rộng các nhà máy trên Bờ biển Ấn Độ, Pháp vẫn chưa có một công ty thương mại khả thi hoặc một cơ sở thường trú duy nhất ở phương Đông.
Các nhà sử học đã tìm cách giải thích lối vào muộn của Pháp trong thương mại Đông Ấn. Họ viện dẫn các hoàn cảnh địa chính trị như vị trí nội địa của thủ đô Pháp, nhiều rào cản hải quan nội bộ của Pháp và quan điểm đơn phương của các thương nhân trên bờ biển Đại Tây Dương của Pháp, người không có hứng thú với đầu tư quy mô lớn cần thiết để phát triển một doanh nghiệp thương mại với phương Đông xa xôi Ấn Độ.
Chuyến thám hiểm đầu tiên của Pháp đến Ấn Độ được cho là diễn ra vào nửa đầu thế kỷ 16, dưới triều đại của Vua Francis I, khi hai chiếc tàu được một số thương nhân của Rouen để buôn bán ở vùng biển phía đông; họ đi thuyền từ Le Havre và không bao giờ được nghe về nữa. Năm 1604, một công ty đã được cấp bằng sáng chế thư Vua Henry IV, nhưng dự án đã thất bại. Bằng sáng chế của những lá thư mới được cấp vào năm 1615 và hai chiếc tàu đã đi đến Ấn Độ, chỉ có một chiếc trở về.
La Compagnie française des Indes orientales (Công ty Đông Ấn Pháp) được thành lập dưới sự bảo trợ của Hồng y Richelieu (1642) và được xây dựng lại dưới Jean-Baptiste Colbert (1664), gửi một chuyến thám hiểm tới Madagascar. Năm 1667, Công ty Ấn Độ thuộc Pháp đã phái một đoàn thám hiểm khác, dưới sự chỉ huy của François Caron (người đi cùng với Ba Tư tên là Marcara), đạt được Surat vào năm 1668 và được thành lập nhà máy đầu tiên của Pháp ở Ấn Độ.
Năm 1669, Marcara đã thành công trong việc thành lập một nhà máy khác của Pháp tại Masulipatam. Năm 1672, Saint Thomas bị bắt nhưng người Pháp bị đuổi ra khỏi Hà Lan. Chandernagore (Chandannagar ngày nay) được thành lập năm 1692, với sự cho phép của Nawab Shaista Khan, thống đốc Mongol của Bengal. Vào năm 1673, Pháp đã mua lại khu vực Pond Richry từ qiladar của Valikondapuram dưới thời Quốc vương của Bijapur, và do đó là nền tảng của PondicherryPondichéry đã được đặt. Đến năm 1720, Pháp đã mất các nhà máy của họ tại Surat, Masulipatam và Bantam cho Công ty Đông Ấn Anh.
Vào ngày 4 tháng 2 năm 1673, Bellanger de l'Espinay, một sĩ quan Pháp, đã cư trú tại Nhà nghỉ Đan Mạch ở Pondichéry, do đó bắt đầu chính quyền Pondichéry của Pháp. Năm 1674 François Martin, Thống đốc đầu tiên, đã khởi xướng các dự án đầy tham vọng để biến Pondichéry từ một làng chài nhỏ thành một thị trấn cảng hưng thịnh. Người Pháp, mặc dù, thấy mình xung đột liên tục với người Hà Lan và tiếng Anh. Trường hợp của Pháp được duy trì trong nhiều năm tại tòa án của Quốc vương Golconda, Qutb Shah, bởi một bác sĩ Huguenot người Pháp tên là Antoine d'Estremau. Năm 1693, người Hà Lan chiếm được Pondichéry và tăng cường các công sự. Người Pháp lấy lại thị trấn vào năm 1699 thông qua Hiệp ước Ryswick, ký ngày 20 tháng 9 năm 1697.
Từ khi họ đến năm 1741, các mục tiêu của người Pháp, giống như mục tiêu của người Anh, hoàn toàn là thương mại. Trong thời gian này, Công ty Đông Ấn của Pháp đã yên tâm mua lại Yanam (khoảng 840 kilômét hay 520 dặm phía đông bắc Pondichéry trên bờ biển Andhra) vào năm 1723, Mahe trên bờ biển Malabar năm 1725 và Karaikal (khoảng 150 kilômét hay 93 dặm phía nam Pondichéry) vào năm 1739. Vào đầu thế kỷ 18, thị trấn Pondichéry được đặt trên một mô hình lưới và phát triển đáng kể. Các thống đốc có khả năng như Pierre Barshe Le Noir (1726–1735) và Pierre Benoît Dumas (1735–1741) đã mở rộng khu vực Pondichéry và biến nó thành một thị trấn lớn và giàu có.
Ngay sau khi đến năm 1741, thống đốc nổi tiếng nhất của Ấn Độ thuộc Pháp, Joseph François Dupleix, bắt đầu ấp ủ tham vọng của một đế chế lãnh thổ Pháp ở Ấn Độ bất chấp thái độ không quan tâm rõ ràng của cấp trên xa xôi của ông và của Pháp Chính phủ, mà không muốn khiêu khích người Anh. Tham vọng của Dupleix xung đột với lợi ích của Anh ở Ấn Độ và một thời kỳ các cuộc giao tranh quân sự và mưu đồ chính trị bắt đầu và tiếp tục ngay cả trong những giai đoạn hiếm hoi khi Pháp và Anh chính thức hòa bình. Dưới sự chỉ huy của Hầu tước de Bussy-Castelnau, quân đội của Dupleix đã kiểm soát thành công khu vực giữa Hyderabad và Cape Comorin. Nhưng sau đó Robert Clive đến Ấn Độ vào năm 1744, một sĩ quan người Anh đã dập tắt hy vọng của Dupleix để tạo ra thuộc địa Pháp tại Ấn Độ.
Sau một thất bại và các cuộc đàm phán hòa bình thất bại, Dupleix đã bị bãi nhiệm và triệu hồi về Pháp năm 1754.
Mặc dù có một hiệp ước giữa Anh và Pháp đồng ý không can thiệp vào các vấn đề khu vực Ấn Độ, những mưu đồ thuộc địa của họ vẫn tiếp tục. Người Pháp đã mở rộng ảnh hưởng của họ tại tòa án Nawab của Bengal và tăng hoạt động buôn bán của họ ở Bengal. Năm 1756, người Pháp khuyến khích người Nawab (Siraj ud-Daulah) tấn công và bắt người Anh Fort William trong Calcutta. Điều này đã dẫn đến Trận Plassey vào năm 1757, nơi Anh quyết định đánh bại Nawab và các đồng minh Pháp của ông, dẫn đến việc mở rộng quyền lực của Anh đối với toàn bộ tỉnh Bengal.
Sau đó, Pháp đã gửi Lally-Tollendal để lấy lại tài sản của Pháp đã mất và đẩy người Anh ra khỏi Ấn Độ. Lally đến Pondichéry vào năm 1758, đã có một số thành công ban đầu và đánh sập Pháo đài St. David ở Cuddalore xuống đất vào năm 1758, nhưng những sai lầm chiến lược của Lally đã dẫn đến việc mất Hyderabad khu vực, Trận Wandiwash và Cuộc bao vây Pond Richry vào năm 1760. Năm 1761, Anh đã ném Pondichéry xuống đất để trả thù cho các cuộc đắm đuối của Pháp; Nó nằm trong đống đổ nát trong bốn năm. Pháp cũng đã mất quyền nắm giữ tại phía Nam Ấn Độ.
Năm 1765 Pondichéry được trả lại cho Pháp theo hiệp ước hòa bình năm 1763 với Anh. Thống đốc Jean Law de Lauriston đã xây dựng lại thị trấn theo cách bố trí cũ và sau năm tháng, 200 ngôi nhà ở Châu Âu và 2000 người Tamil đã được dựng lên. Năm 1769, Công ty Đông Ấn của Pháp, không thể tự hỗ trợ về tài chính, đã bị Vương quốc Pháp bãi bỏ, nơi nắm quyền điều hành các tài sản của Pháp ở Ấn Độ. Trong 50 năm tiếp theo, Pondichéry đã đổi chủ giữa Pháp và Anh với sự đều đặn của các cuộc chiến tranh và hiệp ước hòa bình.
Năm 1816, sau khi kết thúc Chiến tranh Napoléon, năm cơ sở của Pondichéry, Chandernagore, Karaikal, Mahe và Yanam và các nhà nghỉ tại Machilipatnam, Kozhikode và Surat đã được trả lại cho Pháp. Pondichéry đã mất phần lớn vinh quang trước đây của nó, và Chandernagore đã thu mình vào một tiền đồn không đáng kể ở phía bắc của đô thị Calcutta đang phát triển nhanh chóng của Anh. Các thống đốc kế tiếp đã cố gắng, với kết quả hỗn hợp, để cải thiện cơ sở hạ tầng, công nghiệp, luật pháp và giáo dục trong 138 năm tới.
Theo sắc lệnh ngày 25 tháng 1 năm 1871, Pháp Ấn Độ sẽ có một hội đồng chung tự chọn (conseil général) và các hội đồng địa phương tự chọn (conseil local). Kết quả của biện pháp này là không thỏa đáng, và trình độ và các lớp của nhượng quyền thương mại đã được sửa đổi. Thống đốc cư trú tại Pondichéry và được hỗ trợ bởi một hội đồng. Có hai  Tribunaux d'instance (Toà án sơ thẩm) (tại Pondichéry và Karikal) Cour d'appel (Tòa án phúc thẩm) (tại Pondichéry) và năm Justices de paix (Thẩm phán hòa bình). Sản xuất nông nghiệp bao gồm gạo, đậu phộng, thuốc lá, trầu và rau.

## Lịch sử Ấn Độ sau khi giành độc lập
Ấn Độ độc lập vào ngày 15 tháng 8 năm 1947 đã tạo động lực cho liên minh các tài sản thuộc địa Ấn Độ thuộc Pháp với cựu thuộc địa Ấn Độ thuộc Anh. Các ký thác ở Machilipatnam, Kozhikode và Surat đã được nhượng lại cho Ấn Độ vào tháng 10 năm 1947. Một thỏa thuận giữa Pháp và Ấn Độ năm 1948 đã đồng ý cho một cuộc bầu cử ở Pháp sở hữu Ấn Độ để chọn tương lai chính trị của họ. Chính quyền của Chandernagore đã được nhượng lại cho Ấn Độ vào ngày 2 tháng 5 năm 1950, sau đó nó được sáp nhập với bang Tây Bengal vào ngày 2 tháng 10 năm 1954. Vào ngày 1 tháng 11 năm 1954, bốn vùng bao quanh Pondichéry, Yanam, Mahe và Karikal được facto  được thành [[Lãnh thổ tự trị Ấn Độ và trở thành Lãnh thổ liên minh của Puducherry. Liên minh de jure Ấn Độ thuộc Pháp với Ấn Độ đã không diễn ra cho đến năm 1962 khi Quốc hội Pháp tại Paris phê chuẩn hiệp ước với Ấn Độ.